# العلاقات الأنغولية الكويتية
العلاقات الأنغولية الكويتية هي العلاقات الثنائية التي تجمع بين أنغولا والكويت.

## مقارنة بين البلدين
هذه مقارنة عامة ومرجعية للدولتين:
| وجه المقارنة                                              | أنغولا           | الكويت        |
| --------------------------------------------------------- | ---------------- | ------------- |
| المساحة (كم2)                                             | 1.25 مليون       | 17.82 ألف     |
| عدد السكان (نسمة)                                         | 29.78 مليون      | 4.14 مليون    |
| الكثافة السكانية (ن./كم²)                                 | 23.82            | 232.32        |
| العاصمة                                                   | لواندا           | مدينة الكويت  |
| اللغة الرسمية                                             | اللغة البرتغالية | اللغة العربية |
| العملة                                                    | كوانزا أنغولي    | دينار كويتي   |
| الناتج المحلي الإجمالي (بليون دولار)                      | 124.21 مليار     | 120.13 مليار  |
| الناتج المحلي الإجمالي (تعادل القوة الشرائية) بليون دولار | 184.83 مليار     | 290.53 مليار  |
| الناتج المحلي الإجمالي الاسمي للفرد دولار أمريكي          | 4.10 ألف         | 29.30 ألف     |
| الناتج المحلي الإجمالي للفرد دولار أمريكي                 |                  | 73.25 ألف     |
| مؤشر التنمية البشرية                                      | 0.533            | 0.816         |
| رمز المكالمات الدولي                                      | +244             | +965          |
| رمز الإنترنت                                              | .ao              | .kw           |
| المنطقة الزمنية                                           | ت ع م+01:00      | ت ع م+03:00   |

## منظمات دولية مشتركة
يشترك البلدان في عضوية مجموعة من المنظمات الدولية، منها:
| علم المنظمة | اسم المنظمة                        | تاريخ انضمام أنغولا | تاريخ انضمام الكويت |
| ----------- | ---------------------------------- | ------------------- | ------------------- |
|             | البنك الإفريقي للتنمية             | ?                   | ?                   |
|             | منظمة الشرطة الجنائية الدولية      | ?                   | ?                   |
|             | منظمة التجارة العالمية             | ?                   | ?                   |
|             | منظمة حظر الأسلحة الكيميائية       | ?                   | ?                   |
|             | مؤسسة التمويل الدولية              | 19 سبتمبر 1989      | 13 سبتمبر 1962      |
|             | يونسكو                             | 11 مارس 1977        | 18 نوفمبر 1960      |
|             | البنك الدولي للإنشاء والتعمير      | 19 سبتمبر 1989      | 13 سبتمبر 1962      |
|             | مؤسسة التنمية الدولية              | 19 سبتمبر 1989      | 13 سبتمبر 1962      |
|             | الأمم المتحدة                      | 1 ديسمبر 1976       | 14 مايو 1963        |
|             | وكالة ضمان الاستثمار متعدد الأطراف | 19 سبتمبر 1989      | 12 أبريل 1988       |
|             | الاتحاد الدولي للاتصالات           | 13 أكتوبر 1976      | 14 أغسطس 1959       |
|             | الاتحاد البريدي العالمي            | ?                   | ?                   |

## وصلات خارجية
- موقع وزارة الخارجية الأنغولية
- موقع وزارة الخارجية الكويتية